# École nationale des ponts et chaussées

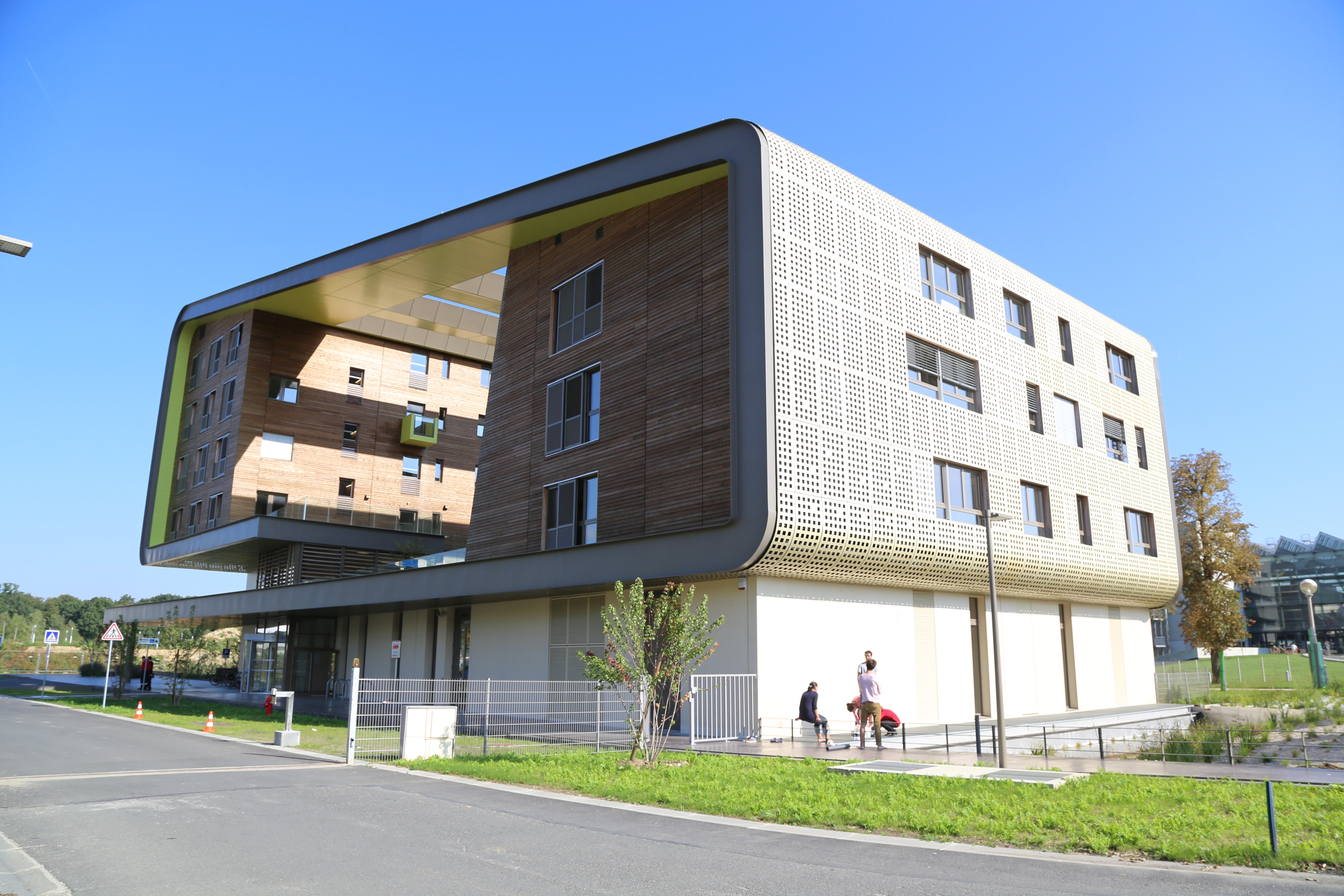
École nationale des ponts et chaussées

De École nationale des ponts et chaussées ENPC, vaak in het kort Les Ponts, is een Franse grande école die opleidt tot civiel ingenieur. Het instituut is in Parijs opgericht in 1747 en is daarmee de oudste ingenieursopleiding van de wereld. De instelling is sinds 1991 een onderdeel van ParisTech. De ENPC benadrukte dit lidmaatschap door in 2008 de naam te veranderen in École des Ponts ParisTech.
Er zijn veel internationaal bekende wetenschappers die aan de École des ponts et chaussées hebben gestudeerd, waaronder: Louis Gay-Lussac, Claude-Louis Navier, Louis Vicat, Augustin Fresnel, Augustin Louis Cauchy, Gustave-Gaspard Coriolis, Sadi Carnot, Henry Darcy, Fulgence Bienvenüe en Henri Becquerel.

## Websites
- officiële website

 België: 
Faculté polytechnique de Mons · 
Université catholique de Louvain · 
Université libre de Bruxelles · 
Université de Liège · 
Vrije Universiteit Brussel · 
 Denemarken: 
Danmarks Tekniske Universitet · 
 Brazilië: 
Universiteit van São Paulo · Escola Politécnica da Universidade de São Paulo · 
 Duitsland: 
Rheinisch-Westfälische Technische Hochschule · 
Technische Universiteit Berlijn · 
Technische Universität Darmstadt · 
Technische Universität Dresden · 
Leibniz Universität Hannover · 
Technische Universität München · 
Friedrich-Alexander-Universität Erlangen-Nürnberg · 
Universiteit van Stuttgart · 
 Finland:
Teknillinen Korkeakoulu ·
 Frankrijk:
École Centrale de Lille · 
École centrale de Lyon ·
École centrale de Marseille ·
École centrale de Nantes ·
École centrale Paris ·
École nationale des ponts et chaussées ·
École nationale supérieure de techniques avancées · 
Institut supérieur de l'aéronautique et de l'espace · 
École Supérieure d'Électricité · 
 Griekenland:
Aristoteles-universiteit van Thessaloniki · 
Ethniko Metsovio Polytechnio Athina ·
 Hongarije:
Budapest University of Technology and Economics · 
 Italië:
Politecnico di Milano ·
Politecnico di Torino · 
Universiteit van Padua ·
Università degli Studi di Trento ·
 Noorwegen:
Technisch-natuurwetenschappelijke Universiteit van Noorwegen ·
 Oostenrijk:
Technische Universiteit Wenen ·
 Polen:
Wroclaw University of Technology ·
 Portugal ·
Instituto Superior Técnico · 
 Rusland:
Technische Staatsuniversiteit van Moskou ·
Moscow State Technical University of Radio Engineering · 
Tomsk Polytechnic University ·
 Spanje:
Universidad Politécnica de Madrid · 
Universitat Politècnica de València · 
Universidad Pontificia Comillas · 
Universidad de Sevilla · 
Universitat Politècnica de Catalunya · 
 Tsjechië:
Tsjechische Technische Universiteit · 
 Turkije:
Technische Universiteit Istanboel · 
 Verenigd Koninkrijk:
Queen's Universiteit van Belfast · 
 Zweden:
Technische Universiteit Chalmers · 
Kungl. Tekniska Högskolan ·
Lunds Tekniska Högskola · 
 Zwitserland:
Eidgenössische Technische Hochschule Zürich · 
Technische Universiteit van Lausanne